# Agonopterix ocellana
Agonopterix ocellana — вид метеликів родини плоских молей (Depressariidae).

## Поширення
Вид поширений на більшій частині Європи та Північній Азії на схід до Японії. Присутній у фауні України.

## Опис
Розмах крил 19-22 мм. Передні крила білувато-вохристі, злегка почервонілі, більш-менш посипані чорним. Задні крила білуваті. Личинка блідо-зелена; точки чорні; голова жовто-бура.

## Спосіб життя
Личинки живляться згорнутим листям верби, берези та дуба.